# مالكوم ميلن
مالكوم ميلن (بالإنجليزية: Malcolm Milne)‏ هو متزحلق جبال الألب أسترالي، ولد في 9 نوفمبر 1948 في Beechworth ‏ في أستراليا.

## وصلات خارجية
- مالكوم ميلن على موقع الاتحاد الدولي للتزلج (التزلج على المنحدرات الثلجية) (الإنجليزية)
- مالكوم ميلن على موقع اللجنة الأولمبية الدولية (الإنجليزية)
- مالكوم ميلن على موقع أوليمبيديا (الإنجليزية)
- مالكوم ميلن على موقع اللجنة الأولمبية الأسترالية (الإنجليزية)
- مالكوم ميلن على موقع قاعة أستراليا للمشاهير الرياضية (الإنجليزية)